# Ґажев
Ґажев (пол. Garzew) — село в Польщі, у гміні Желязкув Каліського повіту Великопольського воєводства.
Населення — 140 осіб (2011).
У 1975-1998 роках село належало до Каліського воєводства.

## Демографія
Демографічна структура станом на 31 березня 2011 року:
|          | Загалом | Допрацездатний вік | Працездатний вік | Постпрацездатний вік |
| -------- | ------- | ------------------ | ---------------- | -------------------- |
| Чоловіки | 66      | 11                 | 48               | 7                    |
| Жінки    | 74      | 12                 | 45               | 17                   |
| Разом    | 140     | 23                 | 93               | 24                   |